# Reserva Antelope Valley California Poppy
Antelope Valley California Poppy Reserve es una reserva de naturaleza protegida por el Estado de California, Estados Unidos, que alberga las floraciones más consistentes de amapolas de California, la flor emblema del Estado.  
La reserva se encuentra en la parte oeste rural de Antelope Valley en el norte de Los Angeles County, 15 millas (24 km) al oeste de Lancaster.
La reserva está a una altura que oscila entre 2,600 a 3,000 pies (790 a 910 m s. n. m.) en la zona climática del Desierto de Mojave. 
La reserva está administrada por la California Department of Parks and Recreation.  
Otras flores silvestres dentro de la reserva incluyen la owl's clover, lupine, goldfields, cream cups y coreopsis.

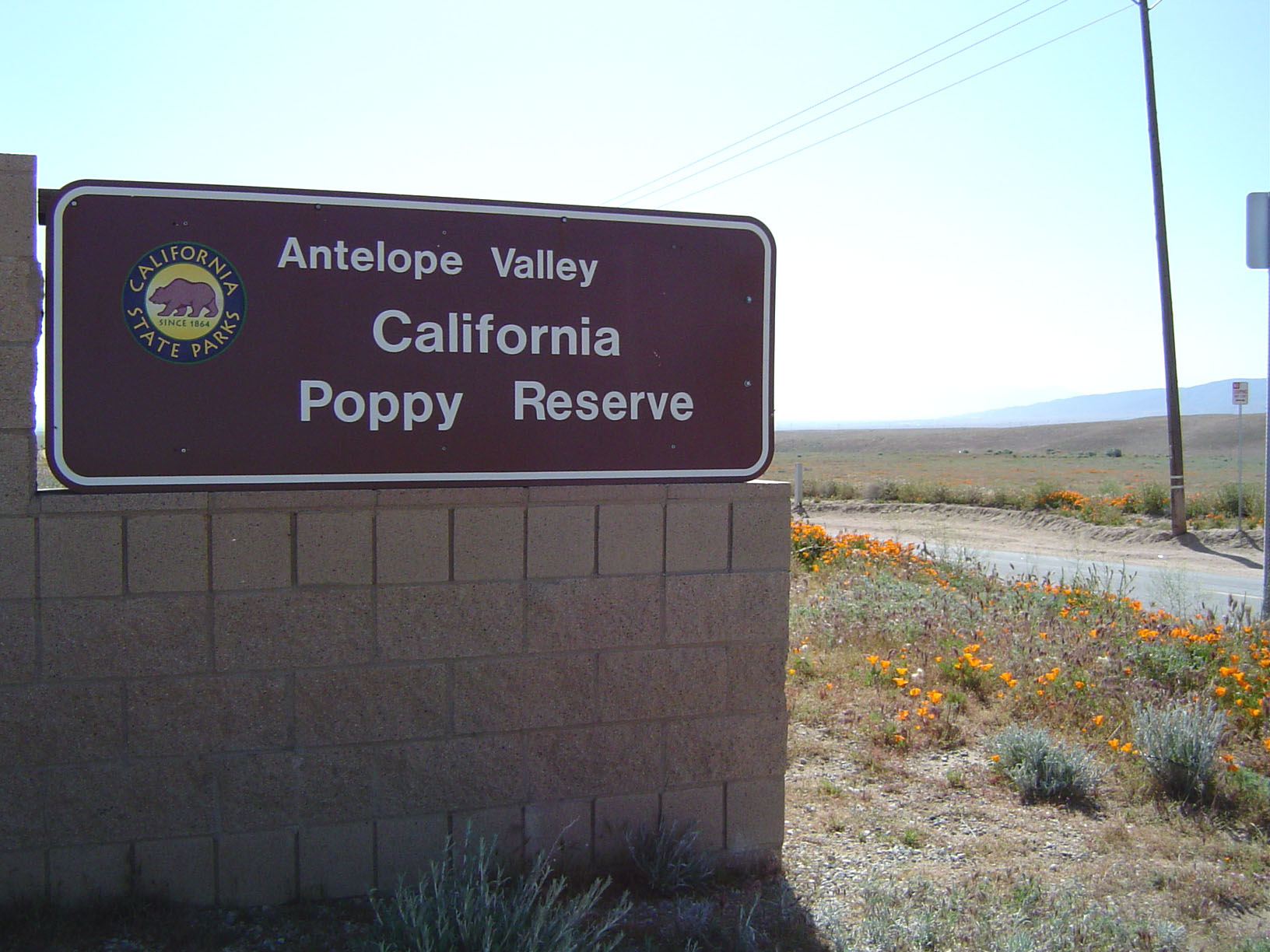
Entrada al "Antelope Valley California Poppy Reserve".

## La reserva
La temporada de floración intensa de la amapola de California cae generalmente dentro de fines de invierno a comienzos de primavera, durante los meses de mediados de febrero a mediados de mayo. 
Las floraciones de la estación dependen de la cantidad de lluvia durante el invierno a las estaciones de la primavera. 
Dentro de la reserva, hay 7 Millas (11 km) de senderos, incluyendo una sección pavimentada para acceso de silla de ruedas, que atraviesan a través de los campos de amapolas.
Con el fin de mantener los campos en un estado estrictamente natural, los "Parques Estatales de California" no riegan o estimulan las flores. El servicio de parques excluye también ovejas y ganado de pastoreo en las laderas. Hasta la década de 1970 las ovejas estuvieron pastando los cerros en el valle del antílope occidental. 
Los berrendos pastaron mucho antes de entonces, hasta que el ferrocarril llegó por primera vez en 1876. 
Con la excepción de los perros de servicio para invidentes, las mascotas están prohibidas en la reserva. Bajo la ley del estado de California, los visitantes también tienen prohibido sacar flores fuera de la reserva.
Desde 1994, los incendios controlados se utilizan para regular los cepellones muertos, especies exóticas y la basura dentro de la reserva.
La reserva se localiza a 7 millas (11 km) este del Arthur B. Ripley Desert Woodland State Park.

## Algunas vistas de la reserva

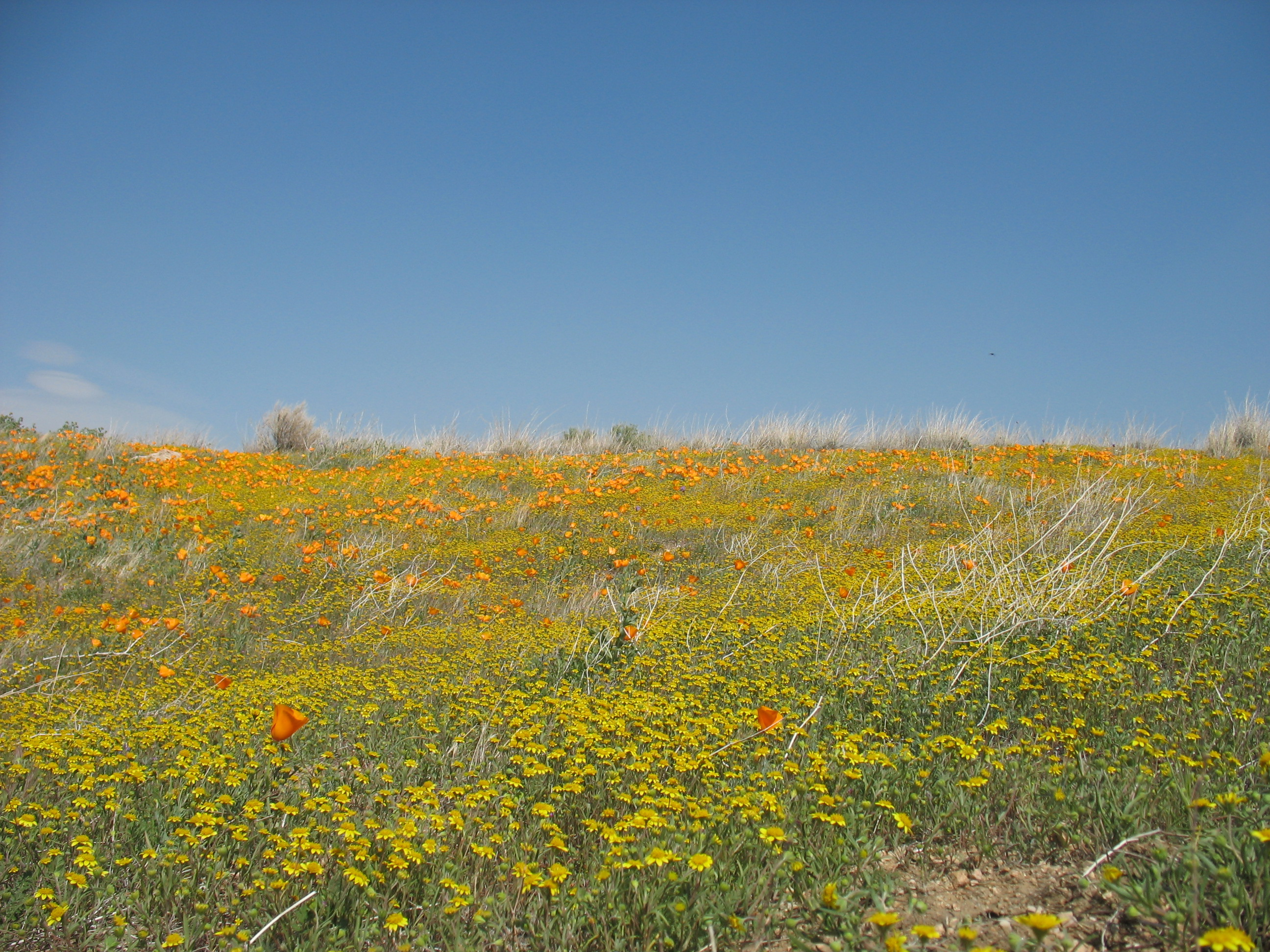
Amapolas de California y "California Goldfields" (Lasthenia californica).
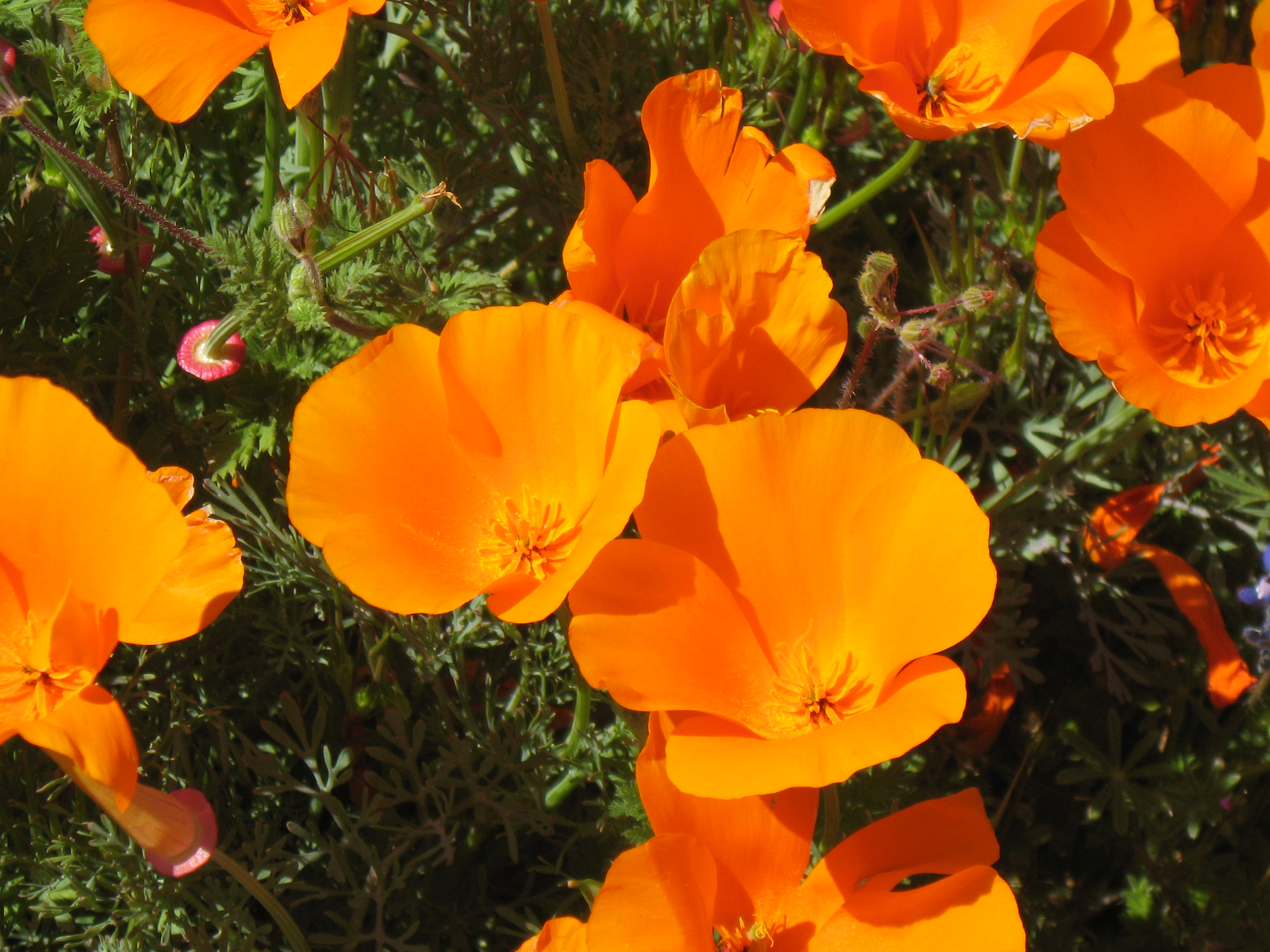
Las flores de la amapola de California.
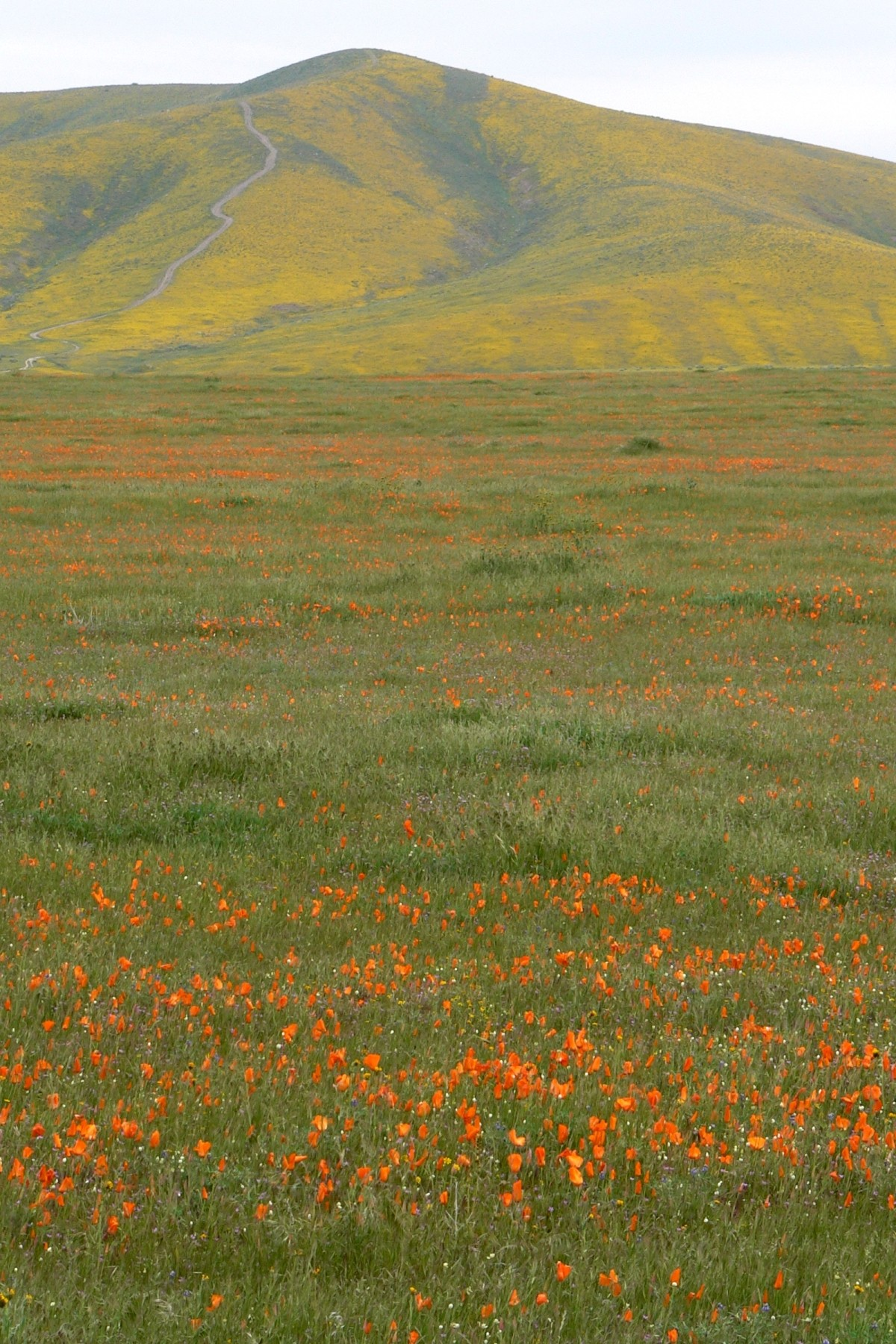
Las flores silvestres del Desierto de Mojave.
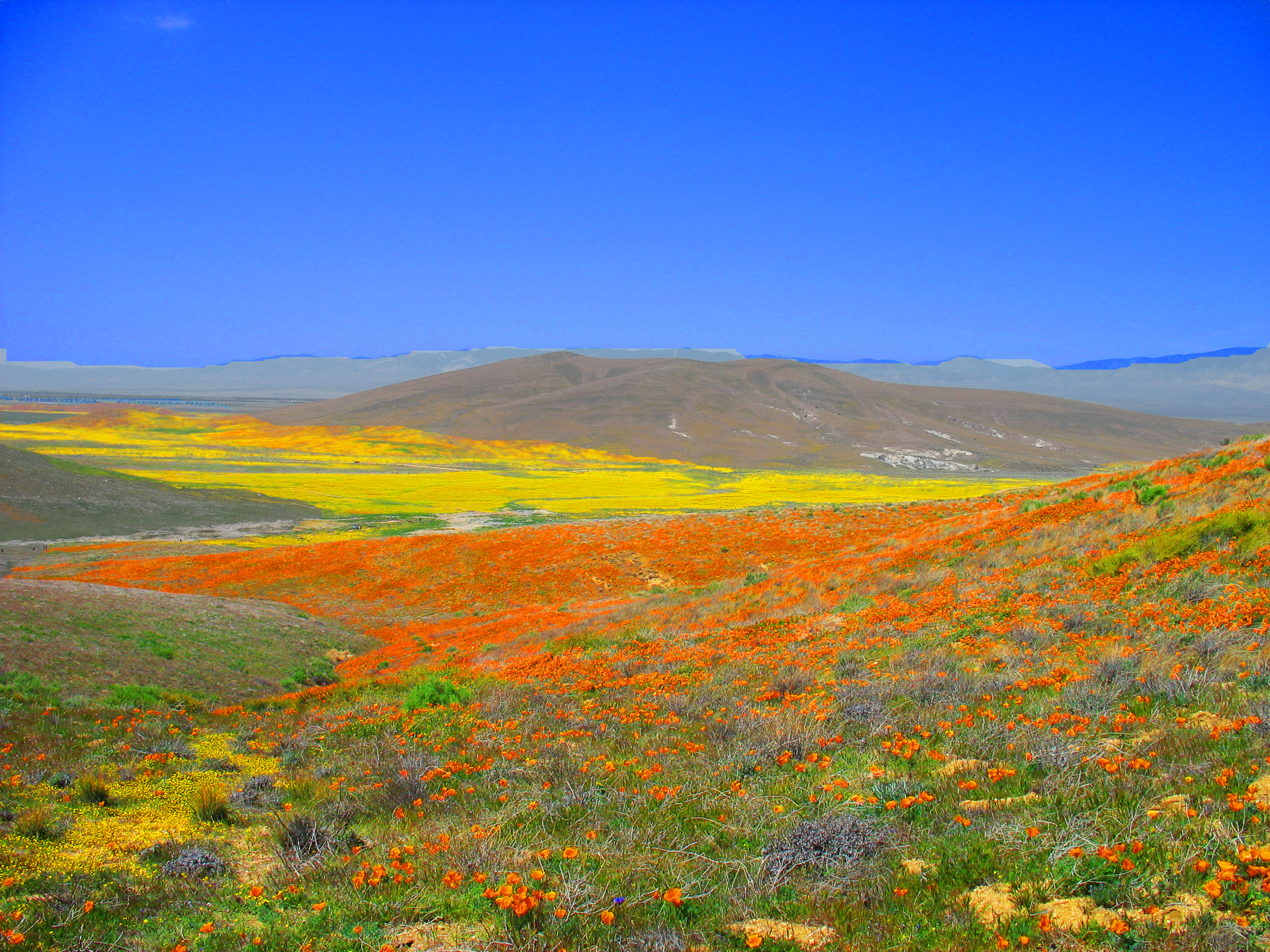
Floración de mayo del 2008 en el "Antelope Valley Poppy Preserve".